# Marcus Lollius
Marcus Lollius  (ca. 55 v. Chr. -  2 n. Chr.) was een Romeins politicus, generaal in het Romeins leger en volgeling van de eerste Romeinse keizer Augustus. Misschien had hij het cognomen Paulinus.

## Afkomst
Lollius was een lid van de plebejische gens Lollia .  Zijn vader was Marcus Lollius, en zijn moeder heette misschien Paulina. Er is weinig bekend over zijn familie en zijn jeugd. Het is waarschijnlijk dat hij een homo novus was ofwel een nieuweling  in de politiek van de laat- Romeinse Republiek en het vroege keizerrijk.

## Vroege politieke carrière
Er wordt aangenomen dat Lollius de "Marcus" is waarnaar wordt verwezen in Appian 's Civil Wars.  Appianus vertelt dat Lollius een legaat was van Marcus Junius Brutus (een van de moordenaars van Julius Caesar), die na de slag bij Filippi in 42 voor Christus op een dodenlijst terecht kwam. Lollius verborg zichzelf als slaaf en werd gekocht door een "Barbula" (vermoedelijk Quintus Aemilius Lepidus), voordat zijn identiteit werd onthuld door een vriend aan Lepidus in Rome. Lepidus ging naar Marcus Vipsanius Agrippa die door tussenkomst van Octavianus, er voor gezorgd heeft dat de naam van Lollius van de dodenlijst verwijderd werd.
Lollius vocht in de Slag bij Actium in 31 v.Chr., waar Lollius voor Lepidus, die gevangen was genomen tijdens de strijd met Marcus Antonius bij Octavianus bemiddelde. Aangezien Lollius zich aan de kant van Octavianus voegde en een Romeinse carrière afhankelijk was van patronage, bestaat de mogelijkheid dat Lollius en Augustus al goede vrienden waren voordat Augustus zijn rivalen had uitgeschakeld.

## Romeinse gouverneur van Galatië
Lollius bekleedde politieke functies als quaestor, aedile, tribune of praetor voordat hij door Augustus werd benoemd tot provinciegouverneur. Zijn eerste bekende  gouverneurschap was dat van Galatië in Anatolië in 25 v. Chr. Hij moet zich dan al een bekwaam politicus getoond hebben. Lollius was de eerste Romeinse gouverneur van het koninkrijk Galatië, nadat hun laatste koning, Amyntas, was gestorven. Augustus stuurde Lollius naar Galatië om als gouverneur te dienen met als opdracht om Galatië in het rijk te integreren, een belangrijke taak.
Hoewel de missie moeilijk was en tegengewerkt door de lokale bevolking, bewees Lollius zich daar een succesvol gouverneur te zijn. Hij was in staat om het leger van Amyntas te trainen en op te nemen in het Romeinse leger, waarbij het Galatiaanse Legioen een deel werd van het Legio XXII Deiotariana. Hij stichtte ook een Romeinse kolonie in Galatië die de Romeinse beschaving verspreidde, dit alles zonder dat er geweld in de provincie uitbrak.

## Consulaat
Na afloop van zijn gouverneurschap keerde Lollius terug naar Rome en werd in 21 v. Chr. tot consul gekozen. Hij diende zijn consulaat samen met zijn oude vriend Quintus Aemilius Lepidus. Zijn consulaat wordt vermeld in een inscriptie die hij in dat jaar aan zichzelf en Lepidus opdroeg. De inscriptie bevindt zich op de oostelijke boog van de zuidelijke zijde van de Pons Fabricius in Rome.
De inscriptie luidt, in het Latijn :
M LOLLIVS MFQ LEPI[dus mfc]OS EX SC PROBAVERVNT
"Marcus Lollius, zoon van Marcus, en Quintus Lepidus, zoon van Marcus,
"Consuls, hebben dit goedgekeurd in overeenstemming met een decreet van de Senaat."
Lollius en Lepidus hadden deze inscriptie laten aanbrengen toen er reparaties aan de brug werden uitgevoerd. We weten van zijn consulaat uit de inscriptie, die hier te zien is. Een andere inscriptie gevonden in de buurt van Turijn vermeldt Lollius als consul zonder medeconsul . Lollius was de eerste persoon van de gens Lollia die een consulaat verkreeg.

## Vervolg politieke carrière
In 19/18 v. Chr. benoemde Augustus Lollius opnieuw tot Romeins gouverneur, dit keer in de provincie Macedonië . Tijdens zijn gouverneurschap versloeg Lollius een Thracische stam genaamd de Bersi, zoals bekend van een fragmentarische inscriptie gevonden in Philippi, Griekenland.
In 17/16 v.Chr. werd Lollius door Augustus aangesteld als gouverneur van Gallië . Tijdens zijn gouverneurschap was hij verantwoordelijk voor meerdere legioenen die de Rijn bewaakten. Zijn legioenen werden verslagen door de Germaanse stammen - de Sicambri, Tencteri en Usipetes - die de Rijn waren overgestoken. De militaire nederlaag die Lollius leed, bekend als de clades Lolliana, wordt door Suetonius gekoppeld aan de ramp van Publius Quinctilius Varus, maar Lollius' nederlaag was eerder schandelijk dan gevaarlijk. Augustus stuurde zijn stiefzoon Tiberius om de situatie recht te zetten en de veroverde standaard van de Legio V Macedonica terug te krijgen. Bij de komst van Tiberius trokken de Germaanse stammen zich terug achter de Rijn.  Hoewel de politieke en militaire loopbaan van Lollius eronder leed en hij nooit meer het bevel over een leger kreeg, bleef hij op vriendschappelijke voet met Augustus.
De Horreum Lolliana werd ofwel gebouwd door Lollius of zijn zoon, die dezelfde naam draagt. Het is bekend van de inscripties die naar hen verwijzen, en ook van die in het Forma Urbis Romae, de marmeren stadskaart van Rome. Het lijkt erop dat de familie van Lollius uitgebreide handelsbetrekkingen had, de familienaam wordt teruggevonden onder de Italiaanse kooplieden op het Griekse eiland Delos in de Hellenistische periode.
Lollius werd in 2/1 v.Chr. door Augustus aangesteld als leermeester van zijn geadopteerde zoon en kleinzoon (zoon van dochter Julia en Agrippa) Gaius Caesar op zijn missie naar het oosten van het Romeinse rijk om meer te weten te komen over het bestuur. Onder de officieren die hen begeleidden, waren de historicus Marcus Velleius Paterculus, de Romeinse senator Publius Sulpicius Quirinius en de toekomstige Praetoriaanse prefect Lucius Aelius Sejanus .
Toen de delegatie in het oosten aankwamen, werden ambassadeurs naar Lollius gestuurd in plaats van naar Gaius Caesar, die volledig genegeerd werd. Lollius' betrekkingen met Gaius Caesar begonnen te verslechteren toen ze Tiberius bezochten, die in vrijwillige ballingschap leefde op het Griekse eiland Rhodos. 
Lollius, die sinds 16 v.Chr. Tiberius had gehaat vergiftigde de mening  van Gaius Caesar over Tiberius. Gaius Caesar lijkt zijn oom Tiberius te hebben beledigd en Lollius werd verantwoordelijk gehouden voor het incident.
Terwijl Lollius en Gaius Caesar hun rondreis door het oosten van het Romeinse Rijk voortzetten, begonnen ze ruzie te maken. Lollius viel uit de gratie bij Gaius Caesar, omdat hij ervan werd beschuldigd steekpenningen te hebben ontvangen van de Parthische koning, Phraates. Na de aanklacht  vergiftigde Lollius, afhankelijk van de bron, zichzelf  of pleegde zelfmoord op een niet nader gespecificeerde manier om straf te ontlopen, maar hij kan ook een natuurlijke dood gestorven zijn.

## Reputatie
Lollius vergaarde een enorm fortuin uit de provincies waarover hij regeerde. De historicus Plinius de Oudere beschrijft hem ongunstig, noemde hem een hypocriet die alleen maar om het vergaren van rijkdom gaf. Marcus Velleius Paterculus beschrijft hem als hebzuchtig en corrupt, aangezien Paterculus een aanhanger van Tiberius was.
Ondanks zijn ongunstige reputatie bij sommigen, werd Lollius begunstigd door anderen. Lollius was een persoonlijke vriend van de dichter Horatius. Horace noemde Lollius een betrouwbaar man en prees het feit dat hij boven hebzucht stond, de gebruikelijke zonde van Romeinse gouverneurs. Horatis wijdt in zijn gedichtenbundel Oden 4.9, 34-44 een gedicht aan Lollius, hem toesprekend met dubbelzinnige lof. Enkele jaren na de dood van Lollius bekritiseerde Tiberius hem in de senaat. Het enorme fortuin dat Lollius had, werd later geërfd door zijn kleindochter Lollia Paulina.

## Familierelaties
Lollius trouwde met een adellijke vrouw genaamd Aurelia, een schoonzus van de literaire beschermheilige en consul Marcus Valerius Messalla Corvinus die met haar zus was getrouwd. De zoon van Messalla werd later geadopteerd door zijn moeder en de vader van zijn tante en omgedoopt tot Marcus Aurelius Cotta Maximus Messalinus . Tacitus ( Annalen XII.22) stelt dat Marcus Aurelius Cotta Maximus Messalinus de oudoom was van Lollia Paulina .
Aurelia baarde Lollius de volgende kinderen:
- Mogelijk een zoon, Publius Lollius Maximus,[12] die ook bekend stond als Lollius Maximus[13]
- Zoon, Marcus Lollius[9][11]

## Archeologisch bewijs
Tussen 2005 en 2006 namen professoren en archeologen van de Universiteit van Keulen, Duitsland, en de Katholieke Universiteit Leuven, België, deel aan archeologische studies en restauraties van Romeinse oudheden in Sagalassos, Turkije . Onder hun verschillende vondsten bevond zich een inscriptie op een cilindrisch voetstuk voor een kolossaal beeld dat Lollius voorstelde. Op de voet van het standbeeld staat een Griekse inscriptie met : "Marcus Lollius wordt geëerd door de bevolking [mensen van Sagalassos] als hun patronus [patroon]." Dit betekent dat Lollius de stad privileges moet hebben gegeven, zoals ingrijpen in de uitbreiding van haar grondgebied, het oplossen van territoriale geschillen met naburige steden of gebieden, of speciale contacten met de keizer.
Een paar andere vondsten die verband houden met de voet van het in Sagalassos gevonden standbeeld  zijn twee voetfragmenten die mogelijk toebehoorden aan een kolossaal standbeeld van Lollius uit de regering van Augustus. De oude laarzen, die worden geïdentificeerd als "leeuwenlaarzen" of mulleus , werden geborduurd, aan de buitenkant vastgemaakt en aan de binnenkant vastgemaakt. Deze laarzen waren gemaakt van leer, met name van kattenvel. Deze laarzen symboliseerden macht en werden beschouwd als koninklijk schoeisel. Deze gevonden voorwerpen zijn mogelijk gedateerd rond 1 v.Chr., toen Lollius en Gaius Caesar het oosten van het Romeinse rijk bezochten. Aangezien Gaius Caesar in die tijd in veel steden werd geëerd, lijkt het erop dat Lollius ook in deze regio een geëerde persoonlijkheid was. Het oorspronkelijke monument van Lollius was ca. 5 meter hoog, en zijn standbeeld werd geplaatst op een van de belangrijkste locaties in Sagalassos. De overblijfselen van het standbeeld van Lollius zijn nu te zien in het Burdur Museum in Turkije.